# Adesmus laetus
Adesmus laetus är en skalbaggsart som först beskrevs av Bates 1881.  Adesmus laetus ingår i släktet Adesmus och familjen långhorningar.
Artens utbredningsområde är Venezuela. Inga underarter finns listade i Catalogue of Life.